# Puchar Świata w łyżwiarstwie szybkim 2017/2018
Puchar Świata w łyżwiarstwie szybkim 2017/2018 – 33. edycja Pucharu Świata w łyżwiarstwie szybkim rozegrana w sezonie 2017/2018. Cykl rozpoczął się 10 listopada 2017 roku w holenderskim Heerenveen, a zakończył się 18 marca 2018 roku w stolicy Białorusi, Mińsku. Zawody odbywały się również w Arenie Lodowej Tomaszów Mazowiecki w Polsce.
Puchar Świata rozegrany został w sześciu miastach.
Triumfu w klasyfikacji generalnej u mężczyzn bronił reprezentant Holandii Kjeld Nuis, natomiast u pań obrończynią tytułu była Heather Richardson-Bergsma z USA.
W klasyfikacji generalnej zwyciężył Håvard Holmefjord Lorentzen wśród mężczyzn i Miho Takagi wśród kobiet.

## Medaliści zawodów

### Kobiety
| Lp.   | Data                 | Miejscowość                                                 | Konkurencja                                                 | 1. miejsce                                                                               | 2. miejsce                                                                   | 3. miejsce                                                                  | Źródło                                                      |
| ----- | -------------------- | ----------------------------------------------------------- | ----------------------------------------------------------- | ---------------------------------------------------------------------------------------- | ---------------------------------------------------------------------------- | --------------------------------------------------------------------------- | ----------------------------------------------------------- |
| 1. PŚ | 10–12 listopada 2017 | Heerenveen                                                  | 500 m (10.11)                                               | Nao Kodaira                                                                              | Lee Sang-hwa                                                                 | Angielina Golikowa                                                          | [ 1 ]                                                       |
| 1. PŚ | 10–12 listopada 2017 | Heerenveen                                                  | Bieg drużynowy (10.11)                                      | Japonia Miho Takagi · Ayano Satō · Nana Takagi · Ayaka Kikuchi                           | Holandia Ireen Wüst · Jorien ter Mors · Antoinette de Jong · Marrit Leenstra | Kanada Ivanie Blondin · Isabelle Weidemann · Josie Morrison · Keri Morrison | [ 1 ]                                                       |
| 1. PŚ | 10–12 listopada 2017 | Heerenveen                                                  | 500 m (11.11)                                               | Nao Kodaira                                                                              | Lee Sang-hwa                                                                 | Arisa Go                                                                    | [ 1 ]                                                       |
| 1. PŚ | 10–12 listopada 2017 | Heerenveen                                                  | 1500 m (11.11)                                              | Miho Takagi                                                                              | Jorien ter Mors                                                              | Lotte van Beek                                                              | [ 1 ]                                                       |
| 1. PŚ | 10–12 listopada 2017 | Heerenveen                                                  | Start masowy (11.11)                                        | Ayano Satō                                                                               | Ivanie Blondin                                                               | Francesca Lollobrigida                                                      | [ 1 ]                                                       |
| 1. PŚ | 10–12 listopada 2017 | Heerenveen                                                  | 1000 m (12.11)                                              | Nao Kodaira                                                                              | Miho Takagi                                                                  | Jorien ter Mors                                                             | [ 1 ]                                                       |
| 1. PŚ | 10–12 listopada 2017 | Heerenveen                                                  | 3000 m (12.11)                                              | Antoinette de Jong                                                                       | Natalja Woronina                                                             | Ivanie Blondin                                                              | [ 1 ]                                                       |
| 1. PŚ | 10–12 listopada 2017 | Heerenveen                                                  | Sprint drużynowy (12.11)                                    | Rosja Angielina Golikowa · Olga Fatkulina · Jelizawieta Kazielina · Jekatierina Szychowa | Norwegia Anne Gulbrandsen · Hege Bøkko · Ida Njåtun · Rikke Jeppsson         | Korea Południowa Kim Hyun-yung · Park Seung-hi · Kim Min-sun · Lee Sang-hwa | [ 1 ]                                                       |
| 2. PŚ | 17–19 listopada 2017 | Stavanger                                                   | 500 m (17.11)                                               | Nao Kodaira                                                                              | Marsha Hudey                                                                 | Vanessa Herzog                                                              | [ 2 ]                                                       |
| 2. PŚ | 17–19 listopada 2017 | Stavanger                                                   | 1000 m (17.11)                                              | Nao Kodaira                                                                              | Miho Takagi                                                                  | Heather Bergsma                                                             | [ 2 ]                                                       |
| 2. PŚ | 17–19 listopada 2017 | Stavanger                                                   | 500 m (18.11)                                               | Nao Kodaira                                                                              | Angielina Golikowa                                                           | Lee Sang-hwa                                                                | [ 2 ]                                                       |
| 2. PŚ | 17–19 listopada 2017 | Stavanger                                                   | 1500 m (18.11)                                              | Miho Takagi                                                                              | Heather Bergsma                                                              | Lotte van Beek                                                              | [ 2 ]                                                       |
| 2. PŚ | 17–19 listopada 2017 | Stavanger                                                   | 5000 m (19.11)                                              | Claudia Pechstein                                                                        | Ivanie Blondin                                                               | Martina Sáblíková                                                           | [ 2 ]                                                       |
| 2. PŚ | 17–19 listopada 2017 | Stavanger                                                   | Sprint drużynowy (19.11)                                    | Korea Południowa Kim Min-sun · Kim Hyun-yung · Park Seung-hi · Lee Sang-hwa              | Norwegia Anne Gulbrandsen · Hege Bøkko · Ida Njåtun · Rikke Jeppsson         | Kanada Marsha Hudey · Kaylin Irvine · Kali Christ · Brianne Tutt            | [ 2 ]                                                       |
| 3. PŚ | 1–3 grudnia 2017     | Calgary                                                     | 3000 m (1.12)                                               | Miho Takagi                                                                              | Antoinette de Jong                                                           | Ireen Wüst                                                                  | [ 3 ]                                                       |
| 3. PŚ | 1–3 grudnia 2017     | Calgary                                                     | Sprint drużynowy (1.12)                                     | Rosja Olga Fatkulina · Angielina Golikowa · Jelizawieta Kazielina                        | Norwegia Hege Bøkko · Ida Njåtun · Martine Ripsrud                           | Chiny Shi Xiaoxuan · Tian Ruining · Zhao Xin                                | [ 3 ]                                                       |
| 3. PŚ | 1–3 grudnia 2017     | Calgary                                                     | 1000 m (2.12)                                               | Heather Bergsma                                                                          | Jekatierina Szychowa                                                         | Marrit Leenstra                                                             | [ 3 ]                                                       |
| 3. PŚ | 1–3 grudnia 2017     | Calgary                                                     | Bieg drużynowy (2.12)                                       | Japonia Ayaka Kikuchi · Miho Takagi · Nana Takagi                                        | Niemcy Roxanne Dufter · Gabriele Hirschbichler · Claudia Pechstein           | Kanada Ivanie Blondin · Kali Christ · Isabelle Weidemann                    | [ 3 ]                                                       |
| 3. PŚ | 1–3 grudnia 2017     | Calgary                                                     | 1500 m (3.12)                                               | Miho Takagi                                                                              | Marrit Leenstra                                                              | Jekatierina Szychowa                                                        | [ 3 ]                                                       |
| 3. PŚ | 1–3 grudnia 2017     | Calgary                                                     | 500 m (3.12)                                                | Nao Kodaira                                                                              | Lee Sang-hwa                                                                 | Arisa Go                                                                    | [ 3 ]                                                       |
| 3. PŚ | 1–3 grudnia 2017     | Calgary                                                     | Start masowy (3.12)                                         | Claudia Pechstein                                                                        | Elena Møller-Rigas                                                           | Nana Takagi                                                                 | [ 3 ]                                                       |
| 4. PŚ | 8–10 grudnia 2017    | Salt Lake City                                              | 500 m (8.12)                                                | Nao Kodaira                                                                              | Lee Sang-hwa                                                                 | Arisa Go                                                                    | [ 4 ]                                                       |
| 4. PŚ | 8–10 grudnia 2017    | Salt Lake City                                              | Bieg drużynowy (8.12)                                       | Japonia Miho Takagi · Nana Takagi · Ayano Satō                                           | Holandia Lotte van Beek · Marrit Leenstra · Melissa Wijfje                   | Niemcy Roxanne Dufter · Gabriele Hirschbichler · Claudia Pechstein          | [ 4 ]                                                       |
| 4. PŚ | 8–10 grudnia 2017    | Salt Lake City                                              | 500 m (9.12)                                                | Nao Kodaira                                                                              | Lee Sang-hwa                                                                 | Arisa Go                                                                    | [ 4 ]                                                       |
| 4. PŚ | 8–10 grudnia 2017    | Salt Lake City                                              | 1500 m (9.12)                                               | Miho Takagi                                                                              | Marrit Leenstra                                                              | Jekatierina Szychowa                                                        | [ 4 ]                                                       |
| 4. PŚ | 8–10 grudnia 2017    | Salt Lake City                                              | Start masowy (9.12)                                         | Francesca Lollobrigida                                                                   | Guo Dan                                                                      | Kim Bo-reum                                                                 | [ 4 ]                                                       |
| 4. PŚ | 8–10 grudnia 2017    | Salt Lake City                                              | 1000 m (10.12)                                              | Nao Kodaira                                                                              | Miho Takagi                                                                  | Jekatierina Szychowa                                                        | [ 4 ]                                                       |
| 4. PŚ | 8–10 grudnia 2017    | Salt Lake City                                              | 3000 m (10.12)                                              | Natalja Woronina                                                                         | Martina Sáblíková                                                            | Claudia Pechstein                                                           | [ 4 ]                                                       |
|       | 5–7 stycznia 2018    | 1. Mistrzostwa Europy na Dystansach – Kołomna               | 1. Mistrzostwa Europy na Dystansach – Kołomna               | 1. Mistrzostwa Europy na Dystansach – Kołomna                                            | 1. Mistrzostwa Europy na Dystansach – Kołomna                                | 1. Mistrzostwa Europy na Dystansach – Kołomna                               | 1. Mistrzostwa Europy na Dystansach – Kołomna               |
| 5. PŚ | 19–21 stycznia 2018  | Erfurt                                                      | 500 m (19.01)                                               | Karolína Erbanová                                                                        | Vanessa Herzog                                                               | Angielina Golikowa                                                          | [ 5 ]                                                       |
| 5. PŚ | 19–21 stycznia 2018  | Erfurt                                                      | 1000 m (19.01)                                              | Jorien ter Mors                                                                          | Marrit Leenstra                                                              | Jekatierina Szychowa                                                        | [ 5 ]                                                       |
| 5. PŚ | 19–21 stycznia 2018  | Erfurt                                                      | 500 m (20.01)                                               | Vanessa Herzog                                                                           | Karolína Erbanová                                                            | Olga Fatkulina                                                              | [ 5 ]                                                       |
| 5. PŚ | 19–21 stycznia 2018  | Erfurt                                                      | 1500 m (20.01)                                              | Ireen Wüst                                                                               | Marrit Leenstra                                                              | Ida Njåtun                                                                  | [ 5 ]                                                       |
| 5. PŚ | 19–21 stycznia 2018  | Erfurt                                                      | 1000 m (21.01)                                              | Vanessa Herzog                                                                           | Hege Bøkko                                                                   | Jekatierina Szychowa                                                        | [ 5 ]                                                       |
| 5. PŚ | 19–21 stycznia 2018  | Erfurt                                                      | 3000 m (21.01)                                              | Ivanie Blondin                                                                           | Antoinette de Jong                                                           | Martina Sáblíková                                                           | [ 5 ]                                                       |
|       | 10–24 lutego 2018    | XXIII Zimowe Igrzyska Olimpijskie – Pjongczang              | XXIII Zimowe Igrzyska Olimpijskie – Pjongczang              | XXIII Zimowe Igrzyska Olimpijskie – Pjongczang                                           | XXIII Zimowe Igrzyska Olimpijskie – Pjongczang                               | XXIII Zimowe Igrzyska Olimpijskie – Pjongczang                              | XXIII Zimowe Igrzyska Olimpijskie – Pjongczang              |
|       | 3–4 marca 2018       | 49. Mistrzostwa Świata w Wieloboju Sprinterskim – Changchun | 49. Mistrzostwa Świata w Wieloboju Sprinterskim – Changchun | 49. Mistrzostwa Świata w Wieloboju Sprinterskim – Changchun                              | 49. Mistrzostwa Świata w Wieloboju Sprinterskim – Changchun                  | 49. Mistrzostwa Świata w Wieloboju Sprinterskim – Changchun                 | 49. Mistrzostwa Świata w Wieloboju Sprinterskim – Changchun |
|       | 9–11 marca 2018      | 112. Mistrzostwa Świata w Wieloboju – Amsterdam             | 112. Mistrzostwa Świata w Wieloboju – Amsterdam             | 112. Mistrzostwa Świata w Wieloboju – Amsterdam                                          | 112. Mistrzostwa Świata w Wieloboju – Amsterdam                              | 112. Mistrzostwa Świata w Wieloboju – Amsterdam                             | 112. Mistrzostwa Świata w Wieloboju – Amsterdam             |
| 6. PŚ | 17–18 marca 2018     | Mińsk                                                       | 500 m (17.03)                                               | Karolína Erbanová                                                                        | Vanessa Herzog                                                               | Angielina Golikowa                                                          | [ 6 ]                                                       |
| 6. PŚ | 17–18 marca 2018     | Mińsk                                                       | Bieg drużynowy (17.03)                                      | Japonia Ayano Satō · Miho Takagi · Ayaka Kikuchi                                         | Holandia Antoinette de Jong · Marrit Leenstra · Lotte van Beek               | Niemcy Michelle Uhrig · Gabriele Hirschbichler · Claudia Pechstein          | [ 6 ]                                                       |
| 6. PŚ | 17–18 marca 2018     | Mińsk                                                       | 1000 m (17.03)                                              | Marrit Leenstra                                                                          | Hege Bøkko                                                                   | Jekatierina Szychowa                                                        | [ 6 ]                                                       |
| 6. PŚ | 17–18 marca 2018     | Mińsk                                                       | 3000 m (17.03)                                              | Antoinette de Jong                                                                       | Maryna Zujewa                                                                | Ivanie Blondin                                                              | [ 6 ]                                                       |
| 6. PŚ | 17–18 marca 2018     | Mińsk                                                       | 500 m (18.03)                                               | Angielina Golikowa                                                                       | Vanessa Herzog                                                               | Olga Fatkulina                                                              | [ 6 ]                                                       |
| 6. PŚ | 17–18 marca 2018     | Mińsk                                                       | 1500 m (18.03)                                              | Miho Takagi                                                                              | Marrit Leenstra                                                              | Lotte van Beek                                                              | [ 6 ]                                                       |
| 6. PŚ | 17–18 marca 2018     | Mińsk                                                       | Sprint drużynowy (18.03)                                    | Rosja Olga Fatkulina · Angielina Golikowa · Jelizawieta Kazielina                        | Holandia Lotte van Beek · Marrit Leenstra · Letitia de Jong                  | Norwegia Hege Bøkko · Ida Njåtun · Martine Ripsrud                          | [ 6 ]                                                       |
| 6. PŚ | 17–18 marca 2018     | Mińsk                                                       | Start masowy (18.03)                                        | Ayano Satō                                                                               | Ivanie Blondin                                                               | Francesca Lollobrigida                                                      | [ 6 ]                                                       |

#### Klasyfikacje
| Lp. | Zawodniczka          | Punkty |
| --- | -------------------- | ------ |
| 1.  | Miho Takagi          | 1040   |
| 2.  | Marrit Leenstra      | 770    |
| 3.  | Nao Kodaira          | 700    |
| 4.  | Ivanie Blondin       | 614    |
| 5.  | Jekatierina Szychowa | 574    |
| 6.  | Vanessa Herzog       | 550    |
| 7.  | Antoinette de Jong   | 536    |
| 8.  | Karolína Erbanová    | 435    |
| 9.  | Claudia Pechstein    | 396    |
| 10. | Martina Sáblíková    | 350    |

| Lp. | Zawodniczka        | Punkty |
| --- | ------------------ | ------ |
| 1.  | Vanessa Herzog     | 795    |
| 2.  | Karolína Erbanová  | 786    |
| 3.  | Angielina Golikowa | 709    |
| 4.  | Nao Kodaira        | 700    |
| 5.  | Olga Fatkulina     | 563    |
| 6.  | Lee Sang-hwa       | 510    |
| 7.  | Hege Bøkko         | 375    |
| 8.  | Arisa Go           | 330    |
| 9.  | Letitia de Jong    | 242    |
| 10. | Marsha Hudey       | 240    |

| Lp. | Zawodniczka       | Punkty |
| --- | ----------------- | ------ |
| 1.  | J. Szychowa       | 444    |
| 2.  | Marrit Leenstra   | 420    |
| 3.  | Hege Bøkko        | 393    |
| 4.  | Miho Takagi       | 330    |
| 5.  | Vanessa Herzog    | 328    |
| 6.  | Nao Kodaira       | 305    |
| 7.  | Karolína Erbanová | 258    |
| 8.  | Olga Fatkulina    | 236    |
| 9.  | Heather Bergsma   | 215    |
| 10  | Jorien ter Mors   | 170    |

| Lp. | Zawodniczka        | Punkty |
| --- | ------------------ | ------ |
| 1.  | Miho Takagi        | 550    |
| 2.  | Marrit Leenstra    | 390    |
| 3.  | J. Szychowa        | 281    |
| 4.  | Lotte van Beek     | 264    |
| 5.  | Ida Njåtun         | 260    |
| 6.  | Antoinette de Jong | 242    |
| 7.  | Ireen Wüst         | 220    |
| 8.  | Julija Skokowa     | 213    |
| 9.  | Ayaka Kikuchi      | 164    |
| 10. | K. Bachleda-Curuś  | 136    |

| Lp. | Zawodniczka        | Punkty |
| --- | ------------------ | ------ |
| 1.  | Antoinette de Jong | 445    |
| 2.  | Ivanie Blondin     | 439    |
| 3.  | Natalja Woronina   | 391    |
| 4.  | Martina Sáblíková  | 320    |
| 5.  | Claudia Pechstein  | 306    |
| 6.  | Maryna Zujewa      | 303    |
| 7.  | Anna Jurakowa      | 231    |
| 8.  | Irene Schouten     | 211    |
| 9.  | Miho Takagi        | 160    |
| 10. | Isabelle Weidemann | 160    |

| Lp. | Zawodniczka        | Punkty |
| --- | ------------------ | ------ |
| 1.  | F. Lollobrigida    | 324    |
| 2.  | Ayano Satō         | 290    |
| 3.  | Ivanie Blondin     | 257    |
| 4.  | Claudia Pechstein  | 228    |
| 5.  | Francesca Bettrone | 204    |
| 6.  | Elena Møller-Rigas | 164    |
| 7.  | Guo Dan            | 146    |
| 8.  | Saskia Alusalu     | 104    |
| 9.  | Li Dan             | 102    |
| 10. | Mia Manganello     | 95     |

| Lp. | Reprezentacja     | Punkty |
| --- | ----------------- | ------ |
| 1.  | Japonia           | 450    |
| 2.  | Niemcy            | 299    |
| 3.  | Holandia          | 280    |
| 4.  | Kanada            | 190    |
| 5.  | Chiny             | 155    |
| 6.  | Polska            | 145    |
| 7.  | Stany Zjednoczone | 110    |
| 8.  | Rosja             | 95     |
| 9.  | Korea Południowa  | 90     |
| 10. | Czechy            | 30     |

| Lp. | Reprezentacja     | Punkty |
| --- | ----------------- | ------ |
| 1.  | Rosja             | 350    |
| 2.  | Norwegia          | 344    |
| 3.  | Holandia          | 230    |
| 4.  | Korea Południowa  | 170    |
| 5.  | Chiny             | 130    |
| 6.  | Stany Zjednoczone | 105    |
| 7.  | Kanada            | 70     |

### Mężczyźni
| Lp.   | Data                 | Miejscowość                                                 | Konkurencja                                                 | 1. miejsce                                                                           | 2. miejsce                                                                                          | 3. miejsce                                                                         | Źródło                                                      |
| ----- | -------------------- | ----------------------------------------------------------- | ----------------------------------------------------------- | ------------------------------------------------------------------------------------ | --------------------------------------------------------------------------------------------------- | ---------------------------------------------------------------------------------- | ----------------------------------------------------------- |
| 1. PŚ | 10–12 listopada 2017 | Heerenveen                                                  | 500 m (10.11)                                               | Håvard Holmefjord Lorentzen                                                          | Nico Ihle                                                                                           | Kai Verbij                                                                         | [ 1 ]                                                       |
| 1. PŚ | 10–12 listopada 2017 | Heerenveen                                                  | Bieg drużynowy (10.11)                                      | Korea Południowa Lee Seung-hoon · Kim Min-seok · Chung Jae-won · Joo Hyong-jun       | Norwegia Sverre Lunde Pedersen · Håvard Bøkko · Sindre Henriksen · Simen Spieler Nilsen             | Nowa Zelandia Shane Dobbin · Reyon Kay · Peter Michael                             | [ 1 ]                                                       |
| 1. PŚ | 10–12 listopada 2017 | Heerenveen                                                  | 500 m (11.11)                                               | Laurent Dubreuil                                                                     | Jan Smeekens                                                                                        | Ronald Mulder                                                                      | [ 1 ]                                                       |
| 1. PŚ | 10–12 listopada 2017 | Heerenveen                                                  | 1500 m (11.11)                                              | Dienis Juskow                                                                        | Vincent De Haître                                                                                   | Thomas Krol                                                                        | [ 1 ]                                                       |
| 1. PŚ | 10–12 listopada 2017 | Heerenveen                                                  | Start masowy (11.11)                                        | Lee Seung-hoon                                                                       | Joey Mantia                                                                                         | Chung Jae-won                                                                      | [ 1 ]                                                       |
| 1. PŚ | 10–12 listopada 2017 | Heerenveen                                                  | 1000 m (12.11)                                              | Pawieł Kuliżnikow                                                                    | Kai Verbij                                                                                          | Håvard Holmefjord Lorentzen                                                        | [ 1 ]                                                       |
| 1. PŚ | 10–12 listopada 2017 | Heerenveen                                                  | 5000 m (12.11)                                              | Sven Kramer                                                                          | Ted-Jan Bloemen                                                                                     | Sverre Lunde Pedersen                                                              | [ 1 ]                                                       |
| 1. PŚ | 10–12 listopada 2017 | Heerenveen                                                  | Sprint drużynowy (12.11)                                    | Kanada Laurent Dubreuil · Alexandre St-Jean · Vincent De Haître                      | Norwegia Bjørn Magnussen · Henrik Fagerli Rukke · Håvard Holmefjord Lorentzen · Johann Jørgen Sæves | Rosja Artiom Kuzniecow · Rusłan Muraszow · Aleksiej Jesin                          | [ 1 ]                                                       |
| 2. PŚ | 17–19 listopada 2017 | Stavanger                                                   | 500 m (17.11)                                               | Håvard Holmefjord Lorentzen                                                          | Hein Otterspeer                                                                                     | Artur Waś                                                                          | [ 2 ]                                                       |
| 2. PŚ | 17–19 listopada 2017 | Stavanger                                                   | 1000 m (17.11)                                              | Håvard Holmefjord Lorentzen                                                          | Kai Verbij                                                                                          | Thomas Krol                                                                        | [ 2 ]                                                       |
| 2. PŚ | 17–19 listopada 2017 | Stavanger                                                   | 500 m (18.11)                                               | Ronald Mulder                                                                        | Daichi Yamanaka                                                                                     | Hein Otterspeer                                                                    | [ 2 ]                                                       |
| 2. PŚ | 17–19 listopada 2017 | Stavanger                                                   | 1500 m (18.11)                                              | Sverre Lunde Pedersen                                                                | Joey Mantia                                                                                         | Sindre Henriksen                                                                   | [ 2 ]                                                       |
| 2. PŚ | 17–19 listopada 2017 | Stavanger                                                   | 10 000 m (19.11)                                            | Sven Kramer                                                                          | Ted-Jan Bloemen                                                                                     | Erik Jan Kooiman                                                                   | [ 2 ]                                                       |
| 2. PŚ | 17–19 listopada 2017 | Stavanger                                                   | Sprint drużynowy (19.11)                                    | Kanada Gilmore Junio · Alex Boisvert-Lacroix · Vincent De Haître · Alexandre St-Jean | Norwegia Bjørn Magnussen · Henrik Fagerli Rukke · Håvard Holmefjord Lorentzen · Johann Jørgen Sæves | Stany Zjednoczone Mitchell Whitmore · Jonathan Garcia · Joey Mantia · Brian Hansen | [ 2 ]                                                       |
| 3. PŚ | 1–3 grudnia 2017     | Calgary                                                     | 5000 m (1.12)                                               | Sven Kramer                                                                          | Ted-Jan Bloemen                                                                                     | Patrick Beckert                                                                    | [ 3 ]                                                       |
| 3. PŚ | 1–3 grudnia 2017     | Calgary                                                     | Sprint drużynowy (1.12)                                     | Kanada Laurent Dubreuil · Vincent De Haître · Gilmore Junio                          | Rosja Aleksiej Jesin · Michaił Kazelin · Artiom Kuzniecow                                           | Holandia Ronald Mulder · Pim Schipper · Kai Verbij                                 | [ 3 ]                                                       |
| 3. PŚ | 1–3 grudnia 2017     | Calgary                                                     | 1000 m (2.12)                                               | Kai Verbij                                                                           | Kjeld Nuis                                                                                          | Håvard Holmefjord Lorentzen                                                        | [ 3 ]                                                       |
| 3. PŚ | 1–3 grudnia 2017     | Calgary                                                     | Bieg drużynowy (2.12)                                       | Holandia Jan Blokhuijsen · Sven Kramer · Koen Verweij                                | Japonia Seitaro Ichinohe · Shota Nakamura · Shane Williamson                                        | Norwegia Håvard Bøkko · Simen Spieler Nilsen · Sverre Lunde Pedersen               | [ 3 ]                                                       |
| 3. PŚ | 1–3 grudnia 2017     | Calgary                                                     | 1500 m (3.12)                                               | Dienis Juskow                                                                        | Koen Verweij                                                                                        | Kjeld Nuis                                                                         | [ 3 ]                                                       |
| 3. PŚ | 1–3 grudnia 2017     | Calgary                                                     | 500 m (3.12)                                                | Alex Boisvert-Lacroix                                                                | Cha Min-kyu                                                                                         | Mika Poutala                                                                       | [ 3 ]                                                       |
| 3. PŚ | 1–3 grudnia 2017     | Calgary                                                     | Start masowy (3.12)                                         | Andrea Giovannini                                                                    | Reyon Kay                                                                                           | Wang Hongli                                                                        | [ 3 ]                                                       |
| 4. PŚ | 8–10 grudnia 2017    | Salt Lake City                                              | 500 m (8.12)                                                | Alex Boisvert-Lacroix                                                                | Mika Poutala                                                                                        | Ronald Mulder                                                                      | [ 4 ]                                                       |
| 4. PŚ | 8–10 grudnia 2017    | Salt Lake City                                              | Bieg drużynowy (8.12)                                       | Kanada Ted-Jan Bloemen · Benjamin Donnelly · Denny Morrison                          | Włochy Riccardo Bugari · Andrea Giovannini · Nicola Tumolero                                        | Nowa Zelandia Shane Dobbin · Reyon Kay · Peter Michael                             | [ 4 ]                                                       |
| 4. PŚ | 8–10 grudnia 2017    | Salt Lake City                                              | 500 m (9.12)                                                | Rusłan Muraszow                                                                      | Kai Verbij                                                                                          | Dai Dai Ntab                                                                       | [ 4 ]                                                       |
| 4. PŚ | 8–10 grudnia 2017    | Salt Lake City                                              | 1500 m (9.12)                                               | Dienis Juskow                                                                        | Koen Verweij                                                                                        | Thomas Krol                                                                        | [ 4 ]                                                       |
| 4. PŚ | 8–10 grudnia 2017    | Salt Lake City                                              | Start masowy (9.12)                                         | Lee Seung-hoon                                                                       | Livio Wenger                                                                                        | Bart Swings                                                                        | [ 4 ]                                                       |
| 4. PŚ | 8–10 grudnia 2017    | Salt Lake City                                              | 1000 m (10.12)                                              | Dienis Juskow                                                                        | Koen Verweij                                                                                        | Pawieł Kuliżnikow                                                                  | [ 4 ]                                                       |
| 4. PŚ | 8–10 grudnia 2017    | Salt Lake City                                              | 5000 m (10.12)                                              | Ted-Jan Bloemen                                                                      | Patrick Beckert                                                                                     | Moritz Geisreiter                                                                  | [ 4 ]                                                       |
|       | 5–7 stycznia 2018    | 1. Mistrzostwa Europy na Dystansach – Kołomna               | 1. Mistrzostwa Europy na Dystansach – Kołomna               | 1. Mistrzostwa Europy na Dystansach – Kołomna                                        | 1. Mistrzostwa Europy na Dystansach – Kołomna                                                       | 1. Mistrzostwa Europy na Dystansach – Kołomna                                      | 1. Mistrzostwa Europy na Dystansach – Kołomna               |
| 5. PŚ | 19–21 stycznia 2018  | Erfurt                                                      | 500 m (19.01)                                               | Pawieł Kuliżnikow                                                                    | Michel Mulder                                                                                       | Artiom Kuzniecow                                                                   | [ 5 ]                                                       |
| 5. PŚ | 19–21 stycznia 2018  | Erfurt                                                      | 1500 m (19.01)                                              | Dienis Juskow                                                                        | Sverre Lunde Pedersen                                                                               | Marcel Bosker                                                                      | [ 5 ]                                                       |
| 5. PŚ | 19–21 stycznia 2018  | Erfurt                                                      | 1000 m (20.01)                                              | Kjeld Nuis                                                                           | Hein Otterspeer                                                                                     | Mika Poutala                                                                       | [ 5 ]                                                       |
| 5. PŚ | 19–21 stycznia 2018  | Erfurt                                                      | 5000 m (20.01)                                              | Sverre Lunde Pedersen                                                                | Nicola Tumolero                                                                                     | Ted-Jan Bloemen                                                                    | [ 5 ]                                                       |
| 5. PŚ | 19–21 stycznia 2018  | Erfurt                                                      | 500 m (21.01)                                               | Håvard Holmefjord Lorentzen                                                          | Jan Smeekens                                                                                        | Alex Boisvert-Lacroix                                                              | [ 5 ]                                                       |
| 5. PŚ | 19–21 stycznia 2018  | Erfurt                                                      | 1000 m (21.01)                                              | Kjeld Nuis                                                                           | Håvard Holmefjord Lorentzen                                                                         | Dienis Juskow                                                                      | [ 5 ]                                                       |
|       | 10–24 lutego 2018    | XXIII Zimowe Igrzyska Olimpijskie – Pjongczang              | XXIII Zimowe Igrzyska Olimpijskie – Pjongczang              | XXIII Zimowe Igrzyska Olimpijskie – Pjongczang                                       | XXIII Zimowe Igrzyska Olimpijskie – Pjongczang                                                      | XXIII Zimowe Igrzyska Olimpijskie – Pjongczang                                     | XXIII Zimowe Igrzyska Olimpijskie – Pjongczang              |
|       | 3–4 marca 2018       | 49. Mistrzostwa Świata w Wieloboju Sprinterskim – Changchun | 49. Mistrzostwa Świata w Wieloboju Sprinterskim – Changchun | 49. Mistrzostwa Świata w Wieloboju Sprinterskim – Changchun                          | 49. Mistrzostwa Świata w Wieloboju Sprinterskim – Changchun                                         | 49. Mistrzostwa Świata w Wieloboju Sprinterskim – Changchun                        | 49. Mistrzostwa Świata w Wieloboju Sprinterskim – Changchun |
|       | 9–11 marca 2018      | 112. Mistrzostwa Świata w Wieloboju – Amsterdam             | 112. Mistrzostwa Świata w Wieloboju – Amsterdam             | 112. Mistrzostwa Świata w Wieloboju – Amsterdam                                      | 112. Mistrzostwa Świata w Wieloboju – Amsterdam                                                     | 112. Mistrzostwa Świata w Wieloboju – Amsterdam                                    | 112. Mistrzostwa Świata w Wieloboju – Amsterdam             |
| 6. PŚ | 17–18 marca 2018     | Mińsk                                                       | 500 m (17.03)                                               | Hein Otterspeer                                                                      | Jan Smeekens                                                                                        | Ronald Mulder                                                                      | [ 6 ]                                                       |
| 6. PŚ | 17–18 marca 2018     | Mińsk                                                       | Bieg drużynowy (17.03)                                      | Norwegia Håvard Bøkko · Simen Spieler Nilsen · Sverre Lunde Pedersen                 | Włochy Riccardo Bugari · Andrea Giovannini · Alessio Trentini                                       | Japonia Shota Nakamura · Ryōsuke Tsuchiya · Shane Williamson                       | [ 6 ]                                                       |
| 6. PŚ | 17–18 marca 2018     | Mińsk                                                       | 1000 m (17.03)                                              | Kjeld Nuis                                                                           | Kai Verbij                                                                                          | Håvard Holmefjord Lorentzen                                                        | [ 6 ]                                                       |
| 6. PŚ | 17–18 marca 2018     | Mińsk                                                       | 5000 m (17.03)                                              | Sverre Lunde Pedersen                                                                | Aleksandr Rumiancew                                                                                 | Marcel Bosker                                                                      | [ 6 ]                                                       |
| 6. PŚ | 17–18 marca 2018     | Mińsk                                                       | 500 m (18.03)                                               | Jan Smeekens                                                                         | Dai Dai Ntab                                                                                        | Hein Otterspeer                                                                    | [ 6 ]                                                       |
| 6. PŚ | 17–18 marca 2018     | Mińsk                                                       | 1500 m (18.03)                                              | Sverre Lunde Pedersen                                                                | Dienis Juskow                                                                                       | Allan Dahl Johansson                                                               | [ 6 ]                                                       |
| 6. PŚ | 17–18 marca 2018     | Mińsk                                                       | Sprint drużynowy (18.03)                                    | Norwegia Håvard Holmefjord Lorentzen · Bjørn Magnussen · Henrik Fagerli Rukke        | Polska Artur Nogal · Piotr Michalski · Sebastian Kłosiński                                          | Rosja Aleksiej Jesin · Artiom Kuzniecow · Michaił Kazelin                          | [ 6 ]                                                       |
| 6. PŚ | 17–18 marca 2018     | Mińsk                                                       | Start masowy (18.03)                                        | Simon Schouten                                                                       | Shota Nakamura                                                                                      | Daniła Siemierikow                                                                 | [ 6 ]                                                       |

#### Klasyfikacje
| Lp. | Zawodnik        | Punkty |
| --- | --------------- | ------ |
| 1.  | H.H. Lorentzen  | 734    |
| 2.  | Dienis Juskow   | 715    |
| 3.  | S.L. Pedersen   | 700    |
| 4.  | Kai Verbij      | 613    |
| 5.  | Ted-Jan Bloemen | 486    |
| 6.  | Kjeld Nuis      | 460    |
| 7.  | Thomas Krol     | 451    |
| 8.  | Koen Verweij    | 360    |
| 9.  | Joey Mantia     | 330    |
| 10. | Sven Kramer     | 300    |

| Lp. | Zawodnik            | Punkty |
| --- | ------------------- | ------ |
| 1.  | H.H. Lorentzen      | 716    |
| 2.  | Hein Otterspeer     | 568    |
| 3.  | Ronald Mulder       | 556    |
| 4.  | Jan Smeekens        | 511    |
| 5.  | Mika Poutala        | 501    |
| 6.  | A. Boisvert-Lacroix | 496    |
| 7.  | Kai Verbij          | 489    |
| 8.  | Dai Dai Ntab        | 465    |
| 9.  | Daichi Yamanaka     | 326    |
| 10. | Rusłan Muraszow     | 300    |

| Lp. | Zawodnik          | Punkty |
| --- | ----------------- | ------ |
| 1.  | Kjeld Nuis        | 530    |
| 2.  | H.H. Lorentzen    | 516    |
| 3.  | Kai Verbij        | 440    |
| 4.  | Dienis Juskow     | 338    |
| 5.  | Thomas Krol       | 337    |
| 6.  | Mika Poutala      | 274    |
| 7.  | Vincent De Haître | 264    |
| 8.  | Nico Ihle         | 257    |
| 9.  | Hein Otterspeer   | 190    |
| 10. | Pawieł Kuliżnikow | 170    |

| Lp. | Zawodnik          | Punkty |
| --- | ----------------- | ------ |
| 1.  | Dienis Juskow     | 520    |
| 2.  | S.L. Pedersen     | 385    |
| 3.  | Thomas Krol       | 320    |
| 4.  | Koen Verweij      | 312    |
| 5.  | A.D. Johansson    | 308    |
| 6.  | Joey Mantia       | 250    |
| 7.  | Sindre Henriksen  | 244    |
| 8.  | Takuro Oda        | 201    |
| 9.  | Vincent De Haître | 183    |
| 10. | Håvard Bøkko      | 174    |

| Lp. | Zawodnik            | Punkty |
| --- | ------------------- | ------ |
| 1.  | Ted-Jan Bloemen     | 486    |
| 2.  | S.L. Pedersen       | 445    |
| 3.  | Sven Kramer         | 300    |
| 4.  | Nicola Tumolero     | 280    |
| 5.  | Aleksandr Rumiancew | 279    |
| 6.  | Patrick Beckert     | 265    |
| 7.  | Moritz Geisreiter   | 250    |
| 8.  | Andrea Giovannini   | 191    |
| 9.  | Erik Jan Kooiman    | 180    |
| 10. | Daniła Siemierikow  | 173    |

| Lp. | Zawodnik           | Punkty |
| --- | ------------------ | ------ |
| 1.  | Bart Swings        | 234    |
| 2.  | Andrea Giovannini  | 226    |
| 3.  | Lee Seung-hoon     | 218    |
| 4.  | Simon Schouten     | 200    |
| 5.  | Livio Wenger       | 175    |
| 6.  | Daniła Siemierikow | 174    |
| 7.  | Shota Nakamura     | 159    |
| 8.  | Reyon Kay          | 120    |
| 9.  | Joey Mantia        | 112    |
| 10. | Chung Jae-won      | 104    |

| Lp. | Reprezentacja     | Punkty |
| --- | ----------------- | ------ |
| 1.  | Norwegia          | 345    |
| 2.  | Włochy            | 305    |
| 3.  | Japonia           | 284    |
| 4.  | Nowa Zelandia     | 190    |
| 5.  | Korea Południowa  | 180    |
| 6.  | Kanada            | 160    |
| 7.  | Holandia          | 150    |
| 8.  | Polska            | 110    |
| 9.  | Stany Zjednoczone | 85     |
| 10. | Rosja             | 80     |

| Lp. | Reprezentacja     | Punkty |
| --- | ----------------- | ------ |
| 1.  | Norwegia          | 370    |
| 2.  | Rosja             | 314    |
| 3.  | Kanada            | 300    |
| 4.  | Polska            | 220    |
| 5.  | Chiny             | 115    |
| 6.  | Stany Zjednoczone | 95     |
| 7.  | Korea Południowa  | 95     |
| 8.  | Finlandia         | 95     |
| 9.  | Kazachstan        | 80     |
| 10. | Holandia          | 70     |